# Tachytrechus octavianus
Tachytrechus octavianus är en tvåvingeart som först beskrevs av Grichanov 2004.  Tachytrechus octavianus ingår i släktet Tachytrechus och familjen styltflugor. Inga underarter finns listade i Catalogue of Life.